# 海基·莱赫穆斯托
海基·莱赫穆斯托（芬蘭語：Heikki Lehmusto，1884年8月30日—1958年9月22日），芬兰男子体操及摔跤运动员。他曾获得1908年夏季奥运会体操比赛男子团体全能铜牌。摔跤是他的主项，他曾在1914年和1915年全国锦标赛上夺得冠军。